# عرقوبا
عرقوبا أو أرغوبا هي مجموعة عرقية موجودة في إثيوبيا. تعيش في مجتمع مسلم، وينتشرون في بلدات وشبكات قروية معزولة في الأجزاء الشرقية والشمالية الشرقية من البلاد. ويعمل أغلب أفراد هذه المجموعة بالتجارة وقد تكيفوا مع الاتجاهات الاقتصادية في المناطق التي يقطنون فيها. أدت هذه العوامل إلى انخفاض في استخدام اللغة الأرغوبية.

## التوزيع
يمكن العثور على مجتمعات عرقوبا في ولايات عفار وهراري وأمهرة وأوروميا، وعلى امتداد وادي الصدع العظيم. وتشمل مجموعة من المدن، والقرى الريفية المحيطة بها.
تعتبر قبيلة عرقوبا واحدة من حوالي 80 مجموعات عرقية في إثيوبيا، ويبلغ عددهم حوالي عشرة الاف شخص ووتعتبر عرقية العرقوبا (أو كما يطلق عليهم بالامهرية «ارقوبا» بالالف بسبب عدم وجود حرف العين) وهي احدي القبائل التي تنتمي لقومية الامهرا في شمال اثيوبيا وتتمركز هذه القبيلة في مدينة كومبلشا بمقاطعة ولو وبالاخص في المرتفعات، وفي مناطق نهر أواش. وفي السابق كانت تعيش هذه القبيلة في الرقعة مابين هرر وتقراي وولو في شمال وشرق اثيوبيا وحسب بعض المصادر لهم تواجد حتي الحدود الجيبوتية الاثيوبية، ويمتد تواجدها على الطريق الذي يمتد من ايفات في شرق شوا في الشمال إلى بالي في الجنوب الشرقي وحتي اقليم هرر بما في ذلك زيلع وبربرة في الصومال.

## اللغة
يتكلم شعب الأرغوبا اللغة الأرغوبية التقليدية، وهي لغة أفرو-آسيوية من فرع اللغات السامية. في بعض الأماكن ذابت الأرغوبية باللغة الأورومية. في مناطق أخرى انتقل الناس إلى اللغات المجاورة لأسباب اقتصادية. وفي هذا الوقت، لا يتبقى سوى عدد قليل من الناطقين بهذه اللغة في بعض المناطق والتي ما يتحدث سكانها لغتين على الأقل مثل الأمهرية أو اللغة الأورومية أو العفارية إلى جانب الأرغوبية. كل هذه اللغات لها أدب يمكن استخدامه لخدمة لغة الأرغوبا، على الرغم من أن معدل الإلمام بالقراءة والكتابة الحالي في أي لغة منخفض؛ وبحسب ما ورد لا يحب الأرغوبيين إرسال أطفالهم إلى المدرسة ولا يذهبون إلى المحكمة[وصلة مكسورة].

## الأصول
يرجع اصول العرقوبا إلى الاصول العربية وقد هاجروا إلى اثيوبيا في القرن السابع الميلادي من الجزيرة العربية وهم احفاد العرب المسلمين الاوائل والذين هاجروا إلى اثيوبيا عقب المضايقات التي وجدوها من القريشي نفي مكة عقب ظهور الرسالة الإسلامية ووصلوا لمناطق شمال تقراي بمدينة النجاشي ومنها تحركوا جنوبا ليستقروا في مناطق ولو على المرتفعات واستقروا في مناطق ايفات المعروفة بالمملكة الإسلامية السابقة وجميعهم يتبعون الديانة الإسلامية. وكلمة عرقوبا باللغة الامهرية تعني (عرب قبا)ومعناها دخل العرب.

## الثقافة والتقاليد العرقوبية
ان قبيلة عرقوبا من القبائل العربية الإسلامية التي هاجرت لاثيوبيا في القرن السابع الميلادي وتمازجوا مع السكان الاصليين لأثيوبيا وتزواجوا معهم وكونوا لانفسهم ثقافة خاصة بهم ولهم ارثهم الإسلامي الفريد وكانت لهم ممالك اسلامية فريدة مثل ايفات والتي امتد نفوذها حتي البحر الاحمر والمحيط الهندي وخليج عدن.
يمتلك العرقوبيين ثقافة خاصة بهم في كل مناحي الحياة من الاكل والملبس. ويقومون بصناعة بيوتهم من الحجارة والاخشاب التي تزخر بها البيئة المحيطة بهم وهذه المنازل تعتبر فريدة من نوعها ولها تصاميم خاصة وتعيش لفترة طويلة ولهم مهارة كبيرة في بناء المنازل الخاصة بهم لصعوب البيئة التي يقطنون فيها. يفضل سكان قبيلة عرقوبا العيش في المرتفعات نسبة لما وجدوه في العصور السابقة من ضغوط ابان الصراعات الداخلية وحكم الاباطرة والملوك وهيمنة الكنيسة الارثوذوكسية مما ادي لتراجعهم وعيشهم في المرتفعات.
لدي المراة العرقوبية ادوات زينة متعددة تصنع يدويا من المواد المحلية ومنها ما يوضع على العنق كالقلادات ومنها مايوضع على اليد والشعر وتسمي (كدوا) وهو نوع من الزينة تصنع من الفضة وتتميز المراة لدي قبيلة عرقوبا بانها تعمل مع زوجها في كل المهن. واغلب سكان عرقوبا في مهنة الزراع والرعي والنسيج والصياغة ولديهم حرف اخري مثل التجارة وتهتم المراة باعمال التطريز وحياكة الملابس وتصنع ملابسها وتعمل على تزيينها بنفسها، ولاتلبس نساء عرقوبا الا من الملابس التي تصنعها المراة بنفسها وتسمي الملابس الشعبية المحلية الصنع البيضاء (برامشو). ولايلبس اغلب العرقوبيين الملابس الحديثة بل مازالوا يعتمدون على الصناعة التقليدية ويتميزون بلبس ملابهم المصنوعة محليا. ويلبس الرجال لدي عرقوبا القرباب أو اللبس السواحلي ويستخدمون انواعا من السيوف صغيرة الحجم ويضعون المشط على شعرهم.
تختلف مراسم الزواج لدي العرقوبا عن بقية القبائل الاثيوبية في الشمال عقب اختيار الفتاة من قبل الشاب يتم اخبار الاسرة وتقوم بخطبة الفتاة ولا تتم مراسم الزواج قبل اعداد السكن والادات الخاصة بالزواج. وتوجد في منطقة عرقوبا الآن عدد من الاثار الإسلامية الفريدة التي تعود لفترة القرن الثامن عشر ومنها مسجد الشيخ يوسف القديم وهنالك مساجد مازالت تحافظ على هيكلها وطريقة بنائها. ولعرقية العرقوبا حزب يسمي «المنظمة الديمقراطية لقومية أرغوبا» ولهم ممثل واحد في مجلس النواب وهم يسيطرون على منطقة أرغوبا الخاصة بهم، وهي منطقة شبه مستقلة حسب النظام الفيدرالي للبلاد.

## الهوامش
1. ↑  "Census 2007" نسخة محفوظة March 5, 2009, على موقع واي باك مشين., first draft, Table 5.
2. ↑  "Argobba of Ethiopia". Ethnic people profile. Joshua Project. مؤرشف من الأصل في 2014-02-08.
3. 1 2  Leyew, Zelealem and Ralph Siebert. (2001) "Sociolinguistic survey report of the Argobba language of Ethiopia", SIL International نسخة محفوظة 10 أكتوبر 2012 على موقع واي باك مشين.
4. ↑  "Argobba: A language of Ethiopia", Ethnologue website نسخة محفوظة 11 أكتوبر 2012 على موقع واي باك مشين.
5. ↑  "عرقوبا قومية اثيوبية ذات اصول عربية". موقع النيلين. انور ابراهيم (كاتب اثيوبي) ، 2017/05/17. مؤرشف من الأصل في 2019-06-12.